# Onda Choc
Onda Choc foi um grupo de música infanto-juvenil portuguesa.

## História
Onda Choc foi um grupo originalmente criado pela cantora Ana Faria, em finais de 1986, após o sucesso dos Ministars aparecidos nesse mesmo ano.
O grupo foi constituído por rapazes e raparigas entre os 10 e os 15 anos de idade. Os elementos eram recrutados através de casting e ou através do coro juvenil dos Jovens Cantores de Lisboa. Os ensaios das canções e das coreografias decorriam num pavilhão do Clube Futebol Benfica (também conhecido como Fófó), e as produções discográficas ficaram a cargo de Heduíno Gomes, o marido da cantora Ana Faria. O grupo gravava para a editora CBS e normalmente gravava dois discos por ano.
No seu repertório, o grupo continha canções adaptadas de êxitos internacionais e relatavam os problemas diários dos jovens, como casos amorosos entre outras experiências.  Em 1987 foi lançado o disco "Onda Choc". No mesmo ano seguiu-se o disco "Namoro".
Em 1988 form editados os discos "Vem Dançar!" e Na Minha Idade. No ano de 1989 lançaram os álbums "Será que Ele Pensa em Mim?" e "A mais Bonita". Lançaram os discos "Cantando pela Praia" e "Feira Popular" em 1990.
1991 foi o ano de  "Férias Grandes" e de "Ela só Quer, só Pensa em Namorar". Em 1992 foram editados os discos "Não Tenho Idade para Amar-te" e "Cabecinha no Ombro". Em 1993 lançaram os discos "Viva o Verão!" e Ele é o Rei. Seguiram-se em 1994 os álbuns "Comboio sem Volta" e "Doces p'ró Meu Doce".
Em 1995 foram editados os discos "Carinha de Santo" e "Final Feliz". O álbum "O Rádio sempre a Tocar" foi lançado em 1996. No mesmo ano foi lançado o CD "Estou Apaixonada". 1997 foi o ano de "Um Sonho a Dois" e "Confia em Mim".
Seguiu-se em 1998 o disco "Tudo bem!" e a colectânea "30 Grandes Êxitos". No ano de 1999 foi editado o disco "Mais uma Vez". Em 2006 regressaram com o disco "Olha a Onda Está de Volta!".
Ao longo da sua carreira, os Onda Choc venderam mais de um milhão de discos.
Alguns dos membros do grupo conseguiram continuar a sua carreira artística, como foi o caso do cantor Pedro Camilo e da actriz Joana Seixas (que pertenceram ao grupo na década de 80) e das cantoras Micaela (que pertenceu ao grupo na década de 90) e Marisa Liz (ex-vocalista da banda musical Donna Maria e actual vocalista da banda Amor Electro).
Em 2006, Heduíno Gomes reactivou os Onda Choc com a colaboração de Renato Carrasquinho e foi editado um novo disco (após uma paragem de sete anos).
Passaram pela Onda Choc mais de 200 crianças.[carece de fontes?]

## Discografia[6]
- 1987 - Onda Choc
- 1987 - Namoro
- 1988 - Vem Dançar!
- 1988 - Na Minha Idade
- 1989 - Será que Ele Pensa em Mim?
- 1989 - A mais Bonita
- 1990 - Cantando pela Praia
- 1990 - Feira Popular
- 1991 - Férias Grandes
- 1991 - Ela só Quer, só Pensa em Namorar
- 1992 - Não Tenho Idade para Amar-te
- 1992 - Cabecinha no Ombro
- 1993 - Viva o Verão!
- 1993 - Ele é o Rei
- 1994 - Comboio sem Volta
- 1994 - Doces p'ró Meu Doce
- 1995 - Carinha de Santo
- 1995 - Final Feliz
- 1996 - O Rádio sempre a Tocar
- 1996 - Estou Apaixonada
- 1997 - Um Sonho a Dois
- 1997 - Confia em Mim
- 1998 - Tudo bem!
- 1998 - 30 Grandes Êxitos
- 1999 - Mais uma Vez
- 2006 - Olha a Onda, Está de Volta!